# Musca somalorum
Musca somalorum är en tvåvingeart som beskrevs av Mario Bezzi 1892. Musca somalorum ingår i släktet Musca och familjen husflugor.
Artens utbredningsområde är Somalia. Inga underarter finns listade i Catalogue of Life.